# Sylvilagus insonus
Sylvilagus insonus là một loài động vật có vú trong họ Leporidae, bộ Thỏ. Loài này được Nelson mô tả năm 1904.